# Молода Республіка Поетів

Офіційний логотип «Молодої республіки поетів».
Автор: Ілля Стронґовський

«Молода Республіка Поетів» — це літературний проєкт, що гуртує творчу молодь зі всієї України, надаючи їй унікальну можливість читати власні вірші перед широкою аудиторією і видавати книжки. Конкурс відбувався в рамках Форуму видавців. Засновник проєкту — перекладач, літературний менеджер, поет та критик Ілля Стронґовський. «МРП» відкриває незнані імена, допомагає молодим авторам знайти своїх слухачів, читачів і видавців.
З 2010 року переможцям конкурсу давали можливість видати власну поетичну збірку. Але 2014 року книгу не видавали. Натомість переможець автоматично став учасником літературної резиденції для молодих письменників «Станіславський феномен». З 2015 року конкурс повернувся до старої традиції друку книжок володарів гран-прі. 2017 року конкурс не проводився.

## Історія

### 2006
Учасники: Богдан-Олег Горобчук, Юлія Стахівська, Олег Коцарев, Артем Захарченко, Дмитро Лазуткін, Катерина Калитко, І. Котик, Олег Романенко, Олександр Ушкалов, К. Хаддад,  Олеся Мамчич і багато інших.
Модератор: Ілля Стронґовський.

### 2007
Учасники: 
Частина 1. Любов Якимчук, Павло Коробчук, Леся Мудрак, Галина Ткачук, Світлана Богдан та інші.
Частина 2. Софія Сітало, Олег Левченко, Дмитро Лазуткін, Катерина Бабкіна, Катерина Калитко, Олеся Мамчич, Богдан-Олег Горобчук, Олег Коцарев, Олег Романенко, Юлія Стахівська та інші.

### 2009
Учасники: Анна Малигон, Ярослав Гадзінський, Наталія Проців, Наталія Гуменюк, Наталія Наталія Пасічник, Геннадій Бєляков, Ігор Андрющенко, Карина Тумаєва, Василь Василь Карп'юк, Євген Журер, Ірина Новіцька, Мар'яна Максим'як, Катерина Каруник, Олексій Чупа, Олександра Ковалевська, Олена Пашук (Кицан), Вікторія Литвак, Ольга Поворозник, Анастасія Соколова, Євгенія Більченко, Жанна Юськевич, Олександра Очман, Юлія Віткова, Василь Лозинський, Євген Пелех, Ірина Гринюк, Юлія Куманська, Володимир Вакуленко-К., Наталія Гупало, Лілія Демидюк, Єгор Коваленко, Наталія Дьомова, Олена Рибка, Ольга Роляк, Анна Семенович, Ольга Беркита,  Юлія Мусаковська, Дмитро Волошин, Наталія Козловська, Наталя Єрьоменко, Олена Багрянцева.

### 2010
Гран-прі: Сергій Гулик (Львів)
Фіналісти: Анна Багряна (Київ), Геннадій Бєляков (Київ), Наталя Голодюк (Тернопіль), Іванна Голубюк (Острог), Сергій Гулик (Львів), Михайло Жаржайло (Київ), Ірина Загладько (Луцьк), Тетяна Запорожець (Івано-Франківськ), Олесь Корж (Київ), Павло Коробчук (Київ), Василь Лозинський (Київ), Ніка Новікова (Полтава), Ганна Осмоловська (Київ), Олександра Очман (Київ), Наталя Пасічник (Теребовля), Олена Пашук (Луцьк), Ольга Поворозник (Львів), Марія Семашина (Сімферополь),Маряна Судова (Тернопіль), Еліна Форманюк (Луцьк), Олександр Шумілін (Луцьк).
Журі: Ілля Стронґовський, Ірина Шувалова, Богдана Матіяш, Андрій Любка, Юрій Іздрик.

### 2011
Гран-прі: Мирослав Лаюк (Косів)
Фіналісти: Бєглов Володимир (Львів), Білоусько Анастасія (Київ), Герасим'юк Олена (Київ), Гєник Бєляков (Київ), Дьомова Наталія (Львів), Єлизавета Горбачевська (Ємільчине), Єрьоменко Наталія (Чернівці), Єфіменко Оксана (Харків), Жаржайло Михайло (Бровари), Заноз Назарій Тарасович, ( Теребовля), Лаюк Мирослав (Київ), Лісса (Дніпропетровськ), Лук'яненко Ганна (Київ), Новікова Ніка (Полтава), Очман Олександра (Дніпропетровськ), Поворозник Ольга (Львів), Трач Вікторія (Теребовля), Тумаєва Карина (Київ), Шум (Луцьк), Павло Данілевич (Київ).
Журі: Мар'яна Савка, Артем Захарченко, Олесь Ільченко, Юрій Завадський, Ілля Стронґовський.

### 2012
Гран-прі: Наталя Єрьоменко (Чернівці)
Фіналісти: Невиліковна Маряна, Миколаєнко Алла, Катруся Танчак, Ляля Бо, Чавага Марта-Квітослава, Лесик Панасюк, Гєник Бєляков, Шендрик Олексій, Матевощук Юрій.
Журі: Ілля Стронґовський, Андрій Бондар, Галина Крук, Ірина Троскот, Катерина Бабкіна.

### 2013
Гран-прі: Лесик Панасюк (Житомир)
Фіналісти: Євген Яворський (Львів), Михайло Жаржайло (Львів), Марта Мохнацька (Гусятин), Оксана Гаджій (Київ), Лесик Панасюк (Житомир), Ольга Перехрест (Київ), Генадій Бєляков (Київ), Олег Богун (Львів), Елла Євтушенко (Київ), Роман Штігер (Жидачів), Василь Пастушина (Бар), Наталя Боровик (Київ), Катерина Рудик (Київ), Єлизавета Романчук (Київ).
Журі: Богдан-Олег Горобчук, Павло Коробчук, Олег Коцарев, Богдана Неборак, Марта Боровець.

### 2014
Гран-прі: Юлія Кручак (Житомир)
Фіналісти: Анна Ютченко (Полтава), Ольга Перехрест (Київ), Катерина Грушовська (Тернопіль), Елла Євтушенко (Київ), Олег Богун (Львів), Роман Повзик (Полтава), Олексій Шендрик (Київ), Юлія Кручак (Житомир), Галина Танай (Київ), Катерина Танчак (Львів), Михайло Качанський, Наталя Боровик (Київ), Вікторія Дикобраз (Рівне).
Журі: Мирослав Лаюк, Василь Карп'юк, Галина Крук.

### 2015
Гран-прі: Катерина Девдера (Вінниця)
Фіналісти: Анна Ютченко, Елла Євтушенко, Ірина Божко, Ігор Астапенко, Клаудія Рачек, Сергій Шкабара, Катерина Девдера, Катерина Грушовська, Марія Семашина, Галина Танай, Олександра Очман.
Журі: Мирослав Лаюк, Галина Крук, Богдана Матіяш, Маріанна Кіяновська.

### 2016
Гран-прі: Микола Антощак (Вінниця)
Фіналісти: Ростислав Кузик (Львів), Олександр Мимрук (Київ), Андрій Тужиков (Чернівці), Алла Васьковська (Черкаси), Ігор Мітров (Київ), Ярина Неборак (Львів), Андрій Голоско (Варшава), Оксана Лебедівна (Київ), Єлизавета Жарікова (Київ).
Журі: Петро Мідянка, Богдана Матіяш, Оксана Щур та Мирослав Лаюк. Координаторка проєкту — Богдана Неборак.

## Книги
Сергій Гулик «Напої» (2010)
Мирослав Лаюк «Осоте!» (2011)
Наталя Єрьоменко «Реверс» (2013)
Лесик Панасюк «Камінь дощу» [Архівовано 24 грудня 2013 у Wayback Machine.] (2013)
Катерина Девдера «Літери і стихії» (2015)
Микола Антощак «Тисяча степових років» (2016)